# For the King II
 (février 2024).
For the King II est un jeu de rôle tactique développé par IronOak Games et édité par Curve Games. For the King II est sorti le 2 novembre 2023 sur Microsoft Windows. C'est la suite de For the King sorti en 2018.

## Système de jeu
For the King II est un tactical RPG avec des combats au tour par tour. Il présent des éléments roguelite, tels qu'une carte générée de manière procédurale et la mort permanente. Le combat se déroule sur une grille, semblable à une table numérique, et il peut y avoir jusqu'à quatre membres dans chaque groupe. Il y a deux rangées de chaque côté, permettant aux personnages les plus faibles de se cacher derrière quelqu'un muni d'un bouclier. La difficulté est personnalisable, mais perdre oblige les joueurs à redémarrer la partie. Les points accumulés pendant le jeu permettent aux joueurs de débloquer du nouveau contenu pour leur prochaine partie.
Après que la reine de For the King soit devenue maléfique, les aventuriers ont décidé de la vaincre. 

## Développement
Le studio de développement IronOak Games, basé à Vancouver a été influencé par Dungeons & Dragons. Les développeurs voulaient mettre en œuvre quelque chose de similaire à l'émerveillement consistant à trouver un nouvel objet magique et à comprendre ses pouvoirs. Ils voulaient également rendre la suite plus orientée vers l'intrigue et mettre l'accent sur un gameplay émergent. Curve Games a publié le jeu pour Microsoft Windows le 2 novembre 2023.

## Accueil
For the King II a reçu des critiques positives sur Metacritic. PC Gamer a déclaré s'être amusé avec les batailles difficiles, mais le jeu ressemblait plus à un remake haute définition du premier jeu qu'à une suite. Bien qu'IGN l'ait trouvé "intéressant, stimulant et engageant", ils ont déclaré que certaines informations cachées au joueur le rendaient inutilement frustrant.